# Cynoscion nothus
Cynoscion nothus és una espècie de peix de la família dels esciènids i de l'ordre dels perciformes.

## Morfologia
- Els mascles poden assolir 36 cm de longitud total.
- Nombre de vèrtebres: 27.[3][4]

## Alimentació
Menja principalment crustacis i peixos.

## Hàbitat
És un peix de clima subtropical (38°N-20°N) i demersal.

## Distribució geogràfica
Es troba a l'Atlàntic occidental: des de Maryland fins al nord-est de Florida (els Estats Units) i el Golf de Mèxic.

## Observacions
És inofensiu per als humans.